# 周顯宗
周顯宗（1962年3月11日—）是台灣的漫畫家。出生於台北。血型B型。國立臺灣藝術專科學校雕塑科畢業。
代表作為《摺紙戰士》系列。

## 人物介紹
- 自從參加伊士曼小咪出版社（大然文化之前身）主辦的漫畫比賽獲得小咪漫畫新人獎后，開始踏上漫畫家之路。
- 曾擔任米克斯卡通公司動畫員（半年）及宏廣卡通公司構圖師、原畫師（五年）。
- 其代表作摺紙戰士曾入選第一屆漫畫金像獎最佳兒童漫畫[1]，並於2014年推出動畫《摺紙戰士W》[2]。
- 喜歡的漫畫家是手塚治虫、吉姆·李、任正華。
- 喜歡摺紙、雕塑、畫漫畫。

## 作品一覽

### 單行本
- 獸王傳說（全5集）大然文化
- 摺紙戰士（全22集）
- 真龍王（全9集）※分鏡
- 摺紙戰士G（全19集）
- 獸王傳說（重製版）（全4集）青文出版社
- 摺紙戰士X（全1集）
- 星航傳奇（全9集）
- 摺紙戰士F（全1集）
- 神氣活現 御靈仙 (全1集)
- 異形貼紙 (全3集)
- 魯蛇少女的不思議神顏大冒險(全5集)
- 摺紙Ｑ戰士(全)
- 周顯宗漫畫宇宙短篇集Vol.1

### 教學書
- 摺紙寶典（全4集）
- 周顯宗的摺紙教室（全1集）尖端出版社

## 獲獎
摺紙戰士得獎紀錄 。
- 2001年11月：漫畫家周顯宗作品《摺紙戰士》入圍新聞局第一屆漫畫金像獎最佳兒童漫畫。

- 2001年11月：漫畫家周顯宗作品《摺紙戰士》「小哲」入圍新聞局第一屆漫畫金像獎最佳人氣漫畫男主角。

- 2001年11月：漫畫家周顯宗作品《摺紙戰士》「小蓮」入圍新聞局第一屆漫畫金像獎最佳人氣漫畫女主角。

- 2005年2月：漫畫家周顯宗作品《摺紙戰士G》入圍新聞局第四屆漫畫金像獎最佳劇情獎。

- 2005年9月：漫畫家周顯宗作品《摺紙戰士G》榮獲國立編譯館優良漫畫佳作。

- 2006年10月：漫畫家周顯宗榮獲《講義雜誌》年度最佳漫畫家獎。

- 2010年4月：《摺紙戰士X》榮獲新聞局第三十二次中小學生優良課外讀物推介。

- 2010年7月：漫畫家周顯宗以《摺紙戰士X》獲頒新聞局第一屆「金漫獎」少年漫畫獎。

- 2010年9月：漫畫家周顯宗以《摺紙戰士X》榮獲中國大陸第七屆OACC金龍獎原創漫畫動畫藝術大賽最佳兒童漫畫入圍。

- 2011年4月：《摺紙寶典》榮獲新聞局第三十二次中小學生優良課外讀物推介。

- 2011年10月：《摺紙戰士》作者周顯宗受行政院新聞局之邀，前往法國香貝里漫畫節舉辦簽名會與摺紙教學。

- 2014年：漫畫家周顯宗以《星航傳奇》第8、9集獲頒新聞局第五屆「金漫獎」最佳兒童漫畫獎。

- 2015年9月：漫畫家周顯宗以《神氣活現 御靈仙》獲頒新聞局第六屆「金漫獎」最佳兒童漫畫獎。

- 2017年：漫畫家周顯宗以《異形貼紙》第1～3集獲頒新聞局第八屆「金漫獎」最佳兒童漫畫獎。

- 2018年10月：漫畫家周顯宗以《魯蛇少女的不思議神顏大冒險》第1～2集獲頒新聞局第九屆「金漫獎」最佳兒童漫畫獎。

## 外部連結
- 周顯宗的痞客邦部落格（页面存档备份，存于）